# 박민아 (배우)
박민아(1971년 10월 6일 ~ )은 대한민국의 배우이다. 1993년 KBS 15기 공채 탤런트로 데뷔하였다.

## 학력
- 수암초등학교 (졸업)
- 울산동여자중학교 (졸업)
- 학성여자고등학교 (졸업)
- 단국대학교 연극영화과 (졸업)

## TV 출연작

### 드라마
- 1993년 KBS1 대하드라마 《먼동》 ... 봉선 역
- 1994년 KBS1 일일연속극 《당신이 그리워질때》
- 1995년 KBS2 미니시리즈 《창공》 ... 하유경 역
- 1995년 SBS 주말극장 《옥이 이모》 ... 박미순 역
- 1996년 KBS1 전원드라마 《대추나무 사랑걸렸네》 ... 미영 역
- 1996년 KBS2 특집드라마 《겨울의 향기》
- 1997년 KBS2 아침드라마 《신부의 방》
- 2002년 EBS 어린이드라마 《TV로 보는 원작동화 - 나와 조금 다를 뿐이야》 ... 영무 엄마 역